# Commission Fagan
La Commission des lois indigènes (Native Laws Commission), communément appelée Commission Fagan, fut nommée par le gouvernement d'Afrique du Sud en 1946, pour étudier les changements à apporter au système de ségrégation raciale qui prévalait à ce moment.
La principale recommandation formulée dans le rapport de la commission était qu'il fallait relâcher le contrôle concernant l'afflux des populations noires dans les zones urbaines. L'urbanisation était présentée comme inévitable et il s’agissait de permettre à la force de travail de se rapprocher des zones d'emplois, l'économie des zones noires ne pouvant fournir les emplois aux populations, ni même les nourrir. Le rapport Fagan appelait donc à la création d'une population stabilisée de travailleurs africains dans les zones urbaines pour créer une main-d'œuvre fiable pour les entreprises ainsi qu'une base de consommateurs accrue pour les commerçants.
Le rapport fut publié à un moment où la popularité de Jan Smuts était faible. En réponse, le Parti national réunifié convoqua sa propre commission, la commission Sauer, dont les conclusions furent à l'exact opposé. L'émergence de l'apartheid après la guerre est largement fondée sur le contenu du rapport de la commission Sauer, mais aussi sur celui de la commission Fagan.
Les membres de la commission étaient Henry Allan Fagan, A.S. Welsh, A.L. Barrett, E.E. von Maltitz and S.J. Parsons.